# Aimé Humbert-Droz

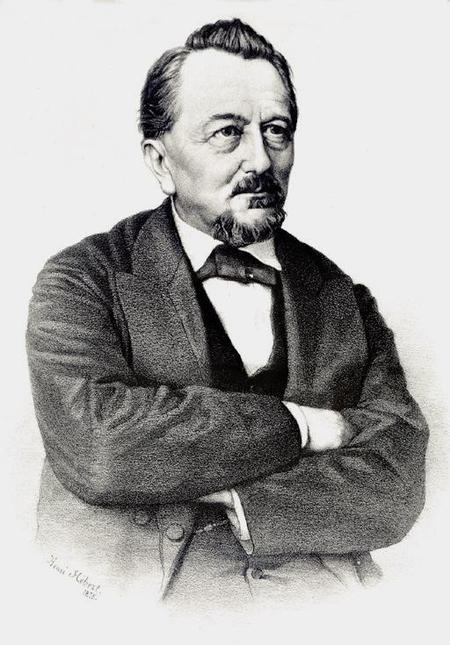
Porträt von Aimé Humbert-Droz. Lithografie von Henri Hébert, 1875

Aimé Humbert-Droz (* 29. Juni 1819 in La Chaux-de-Fonds; † 19. September 1900 in Neuenburg; heimatberechtigt in Le Locle und La Chaux-de-Fonds) war ein Schweizer Lehrer und Politiker aus dem Kanton Neuenburg.

## Leben
Aimé Humbert-Droz wurde als Sohn des Uhrmachers Aimé-Louis Humbert und der Emilie Droz geboren. Er war ein Cousin des Politikers Amédor Humbert-Droz. Im Jahr 1843 heiratete er Marie Humbert-Droz. Er studierte Rechtswissenschaften in Lausanne und Tübingen, brach das Studium jedoch 1839 ab. Von 1840 bis 1846 unterrichtete er in Morges und von 1846 bis 1848 in Bern.
Als Radikaler wurde Humbert-Droz nach der republikanischen Revolution in Neuenburg 1848 Sekretär der provisorischen Regierung und Mitglied des Verfassungsrats. Im Staatsrat leitete er von 1848 bis 1850 die Staatskanzlei und von 1850 bis 1858 das Erziehungsdepartement. Zusammen mit Alexis-Marie Piaget formulierte er die Organisationsgesetze des Staatsrats. Von 1854 bis 1862 sass er im Ständerat, den er 1856 präsidierte. In den Jahren 1852 und 1856 war Humbert-Droz an der Unterdrückung der royalistischen Bewegung beteiligt. 1857 nahm er an den Pariser Konferenzen über die Neuenburger Frage teil. Von 1888 bis 1891 sass er im Neuenburger Generalrat.
Als Präsident des 1858 gegründeten Uhrenverbands organisierte Humbert-Droz eine Handelsmesse in Singapur. Als Schweizer Minister in Japan von 1863 bis 1864 zeichnete er für den ersten schweizerisch-japanischen Handelsvertrag verantwortlich. Während seines Aufenthalts in Japan betätigte er sich zudem als Ethnograf. Nach seiner Rückkehr in die Schweiz leitete er in Lausanne ein Pensionat für junge protestantische Spanier. Von 1866 bis 1873 war er Rektor der Akademie Neuenburg und von 1873 bis 1893 dort Professor für Literatur.

## Werke
- Le Japon illustré, 2 Bände, 1870.